# 舞龍屬
舞龍屬（由漢語音譯而來）是中國早白堊世（阿普第階）九佛堂組的一種馳龍科小盜龍類恐龍。它包括一個物種，渤海舞龍（Wulong bohaiensis）。化石殘骸是一個亞成體。

## 發現
恐龍的正模標本是一位農民在中國遼寧省化石豐富的九佛堂組中發現的。此後，這具化石骨架被收藏在遼寧大連自然歷史博物館中。這些骨骼化石是由Ashley W. Poust和她的前蒙大拿州立大學顧問David Varricchio以及大連古生物學家高春玲、吳建林和張鳳嬌共同研究的。

## 描述
渤海舞龍的長而纖細的尾巴是它身體長度的兩倍。它的骨骼是中空的。它的四肢長有羽毛，尾巴末端有兩根長長的羽毛。此外，它有一個狹窄的頭部，上面有細長的顎，顎上長滿了小而尖的牙齒。它與義縣組的中國鳥龍關係密切。